# Arie Stahlie
Arie Stahlie (Schiedam, 8 november 1887 – aldaar, 11 augustus 1934) was een Nederlandse architect.

## Levensloop
Stahlie werd op 8 november 1887 geboren in Schiedam. Hij was de zoon van Theunis Stahlie en Adriana Johanna Florina de Kroes. Hij was een broer van tekenaar en schilder Jacob Emanuel Stahlie. Na de lagere school volgt Stahlie aan de Ambachtsschool in Rotterdam een opleiding tot timmerman. Vervolgens studeerde hij aan de Academie van beeldende kunsten en technische wetenschappen van Rotterdam. Hij ontving voor prijstekenen een gouden medaille. Na zijn studie vertrok hij naar Antwerpen en was betrokken bij de bouw van een bank aan de Leuvehaven in Rotterdam. Daarna werd hij werkzaam voor de firma G. de Wilde in Delfshaven. Hier maakte Stahlie meerdere ontwerpen voor de bebouwing met de neoclassicistische trapgevels aan de Schiedamseweg. Vanaf 1 februari 1917 vestigde hij zijn kantoor in Schiedam. Op 19 augustus 1919 trouwde hij daar met Rosalie Maria Albertina Weijffenbach.
Nadat Stahlie was teruggekeerd naar Schiedam ontwierp hij onder meer bioscoop Pandora (1921), later ook bekend als City-Bioscoop en de Monopole. Het gebouw is thans onderdeel van het Stedelijk Museum Schiedam. Ook het Hofje van Belois (1925), de Nieuwe Kerk, later bekend als de Bethelkerk (1926), hotel-café-restaurant de Kroon (1927), een bijgebouw van het Nederlands hervormd rusthuis (1933) en een aantal christelijke scholen waren van zijn hand. In opdracht van woningbouwverenigingen heeft Stahlie meerdere complexen met middenstandswoningen, vooral in Schiedam-West, ontworpen. Ook ontwierp Stahlie villa's en herenhuizen.
Arie Stahlie overleed na een kort ziekbed op 11 augustus 1934 in het Gemeentelijk Ziekenhuis in Schiedam.

## Bestuursfuncties
Stahlie was bestuurslid van de Vereniging tot bevordering van de belangen der Nederlands Hervormde Kerk, lid van de commissie voor de openbare leeszaal, lid van de commissie voor het Stedelijk Museum Schiedam, penningmeester van de Algemene Middenstandsvereniging en bestuurslid van Bouwkunst en Vriendschap in Rotterdam. Vanaf 1931 was Stahlie voor de CHU lid van de Schiedamse gemeenteraad.

## Werken (selectie)
- 1921: Voormalige bioscoop, Schiedam[5][6] [7], gemeentelijk monument, wordt herbestemd als uitbreiding van Stedelijk Museum Schiedam
- 1921: Prinses Julianaschool, Schiedam, momenteel in herontwikkeling als woonhof[8]
- 1923: Villa aan Burgemeester Knappertlaan 53, Schiedam
- 1925: Hofje van Belois, Schiedam[9], Rijksmonument
- 1925: Regentenhuis bij het Hofje van Belois, Schiedam[10]
- 1926: Nieuwe Kerk, Schiedam, later bekend als Bethelkerk (gesloopt in 1981)
- 1927: Hotel-café-restaurant met bovenwoningen De Kroon, Schiedam, gemeentelijk monument[11]
- 1928: Dr. de Visserschool, Schiedam, tegenwoordig CBS De Wieken[12]
- 1930: De Savornin Lohmanschool, Schiedam (gesloopt in 1997)
- 1933: Tuinpaviljoen Hervormd Rusthuis, Schiedam, tegenwoordig kinderdagverblijf

## Afbeeldingen

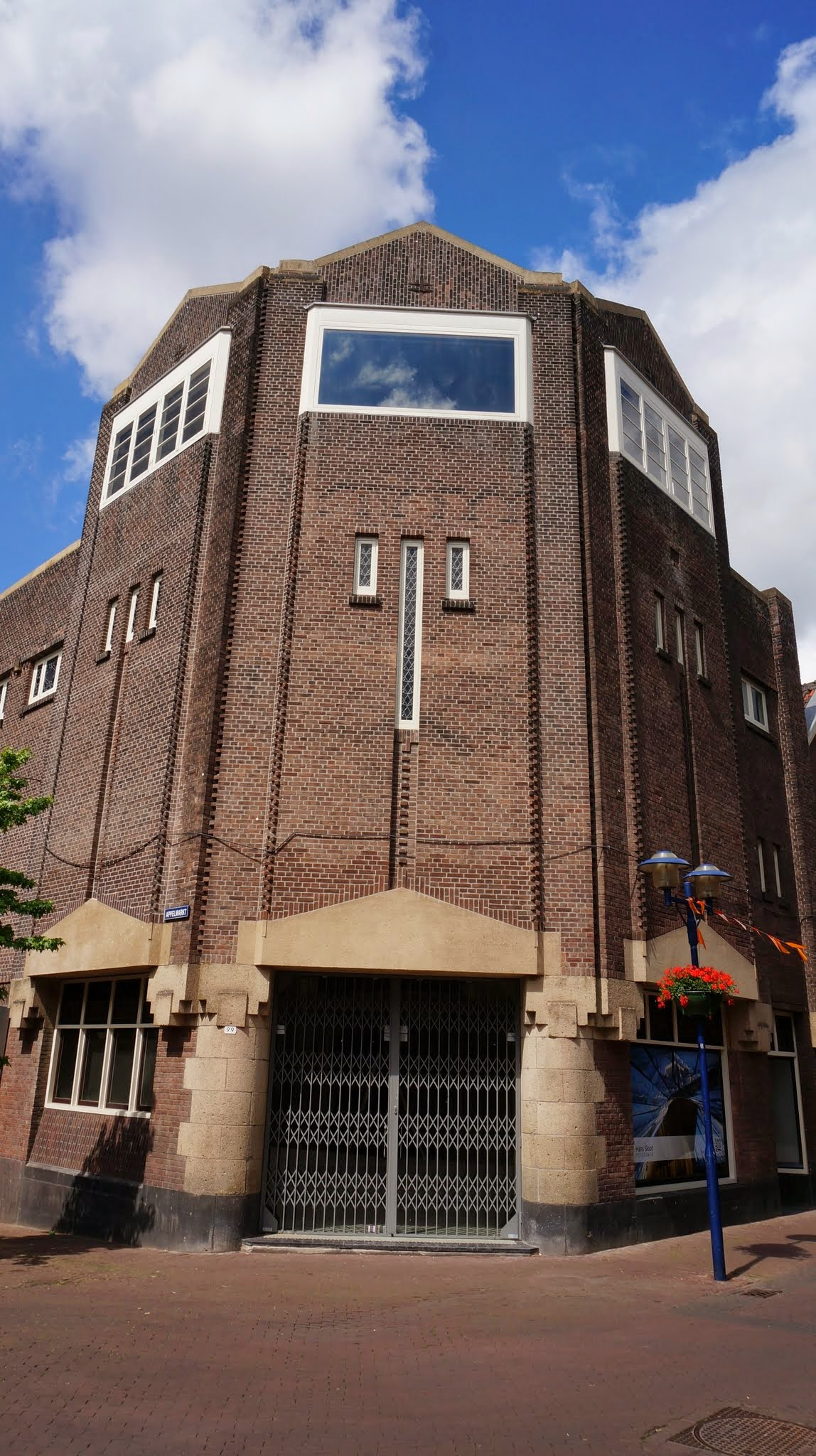
Voormalige bioscoop (1921) (foto: 2014)
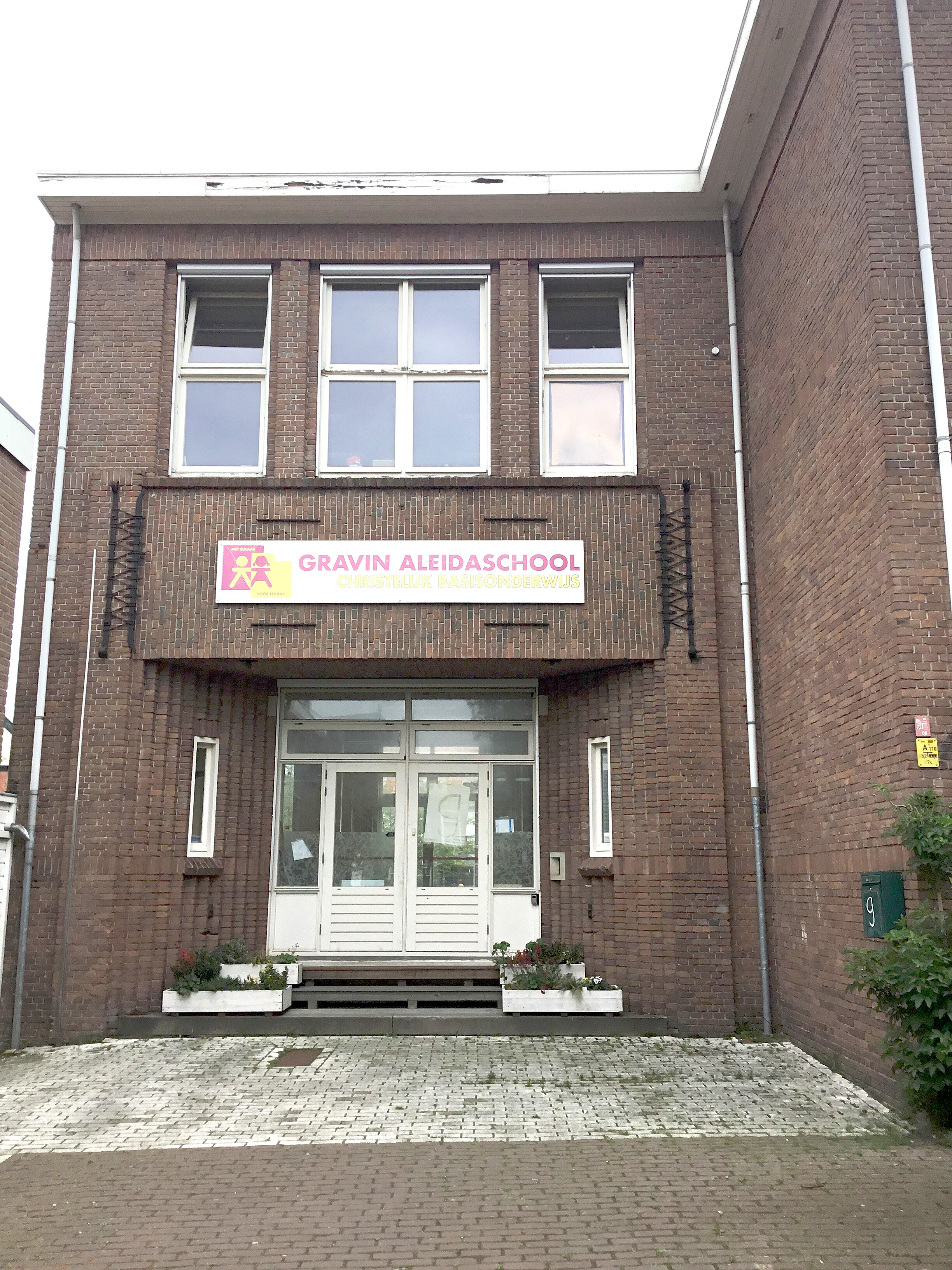
Voormalige Gravin Aleidaschool (1921) (foto: 2023)
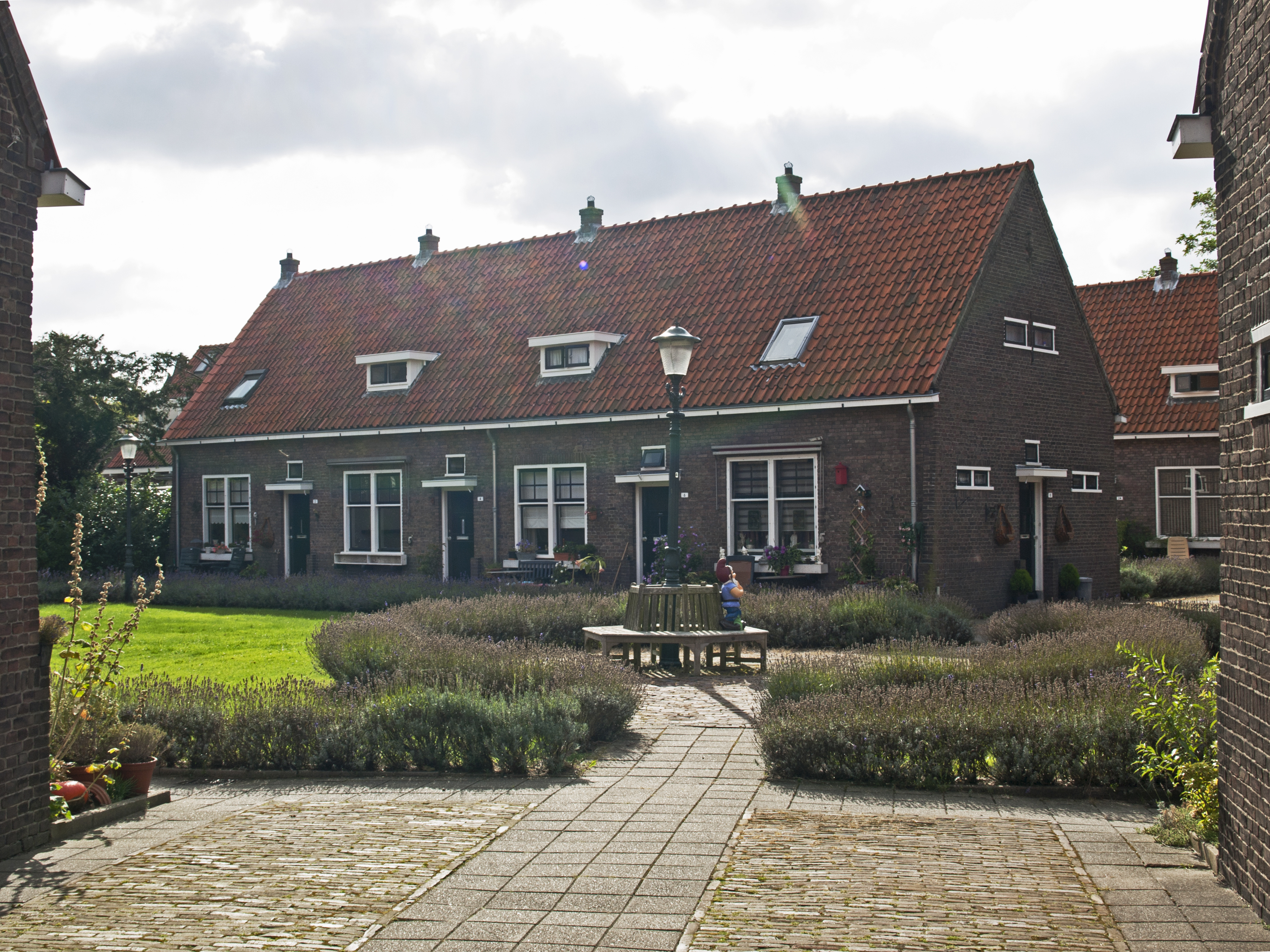
Hofje van Belois (1926) (foto: 2012)
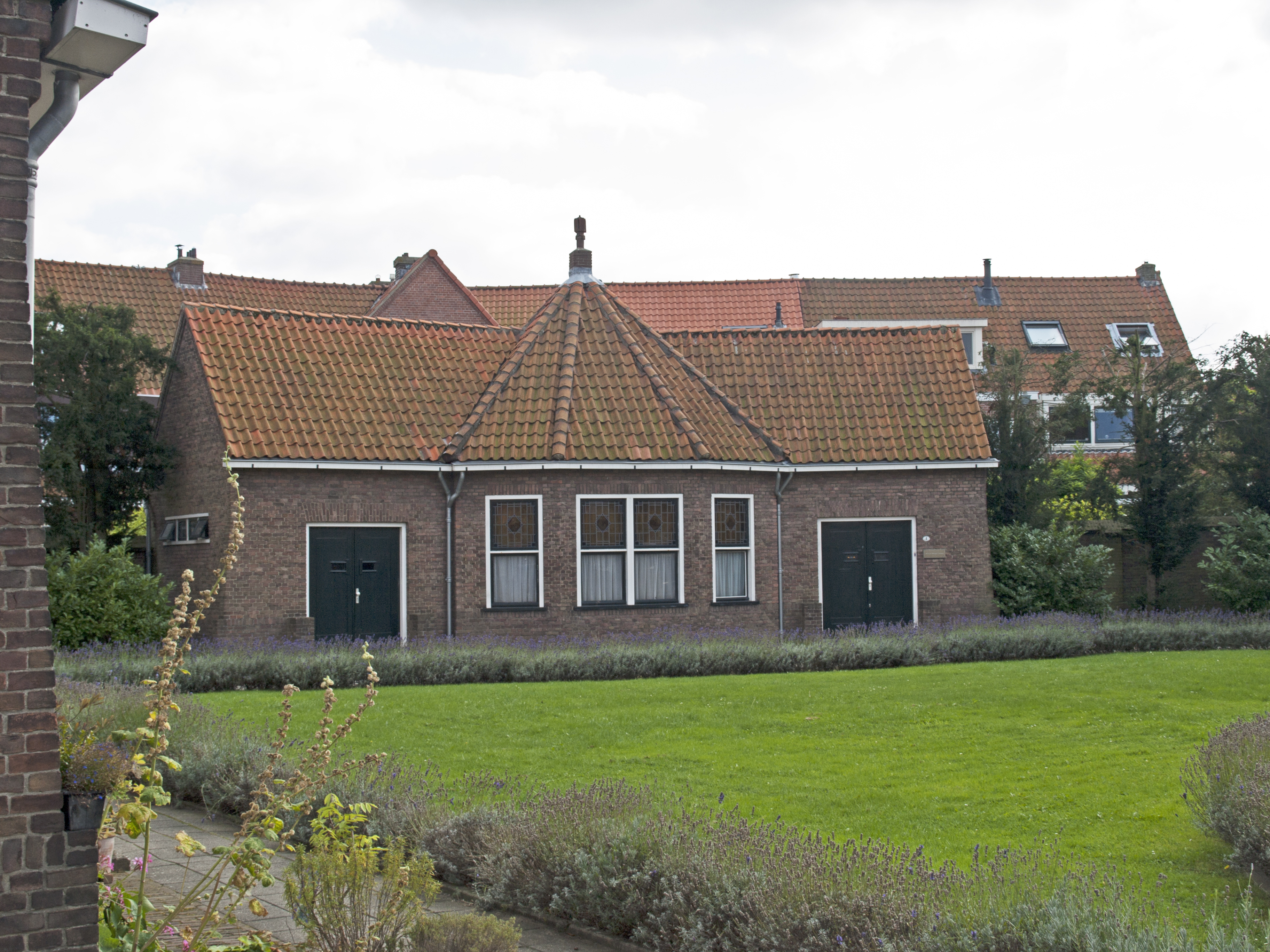
Regentenwoning (1926) bij het Hofje van Belois (foto: 2012)
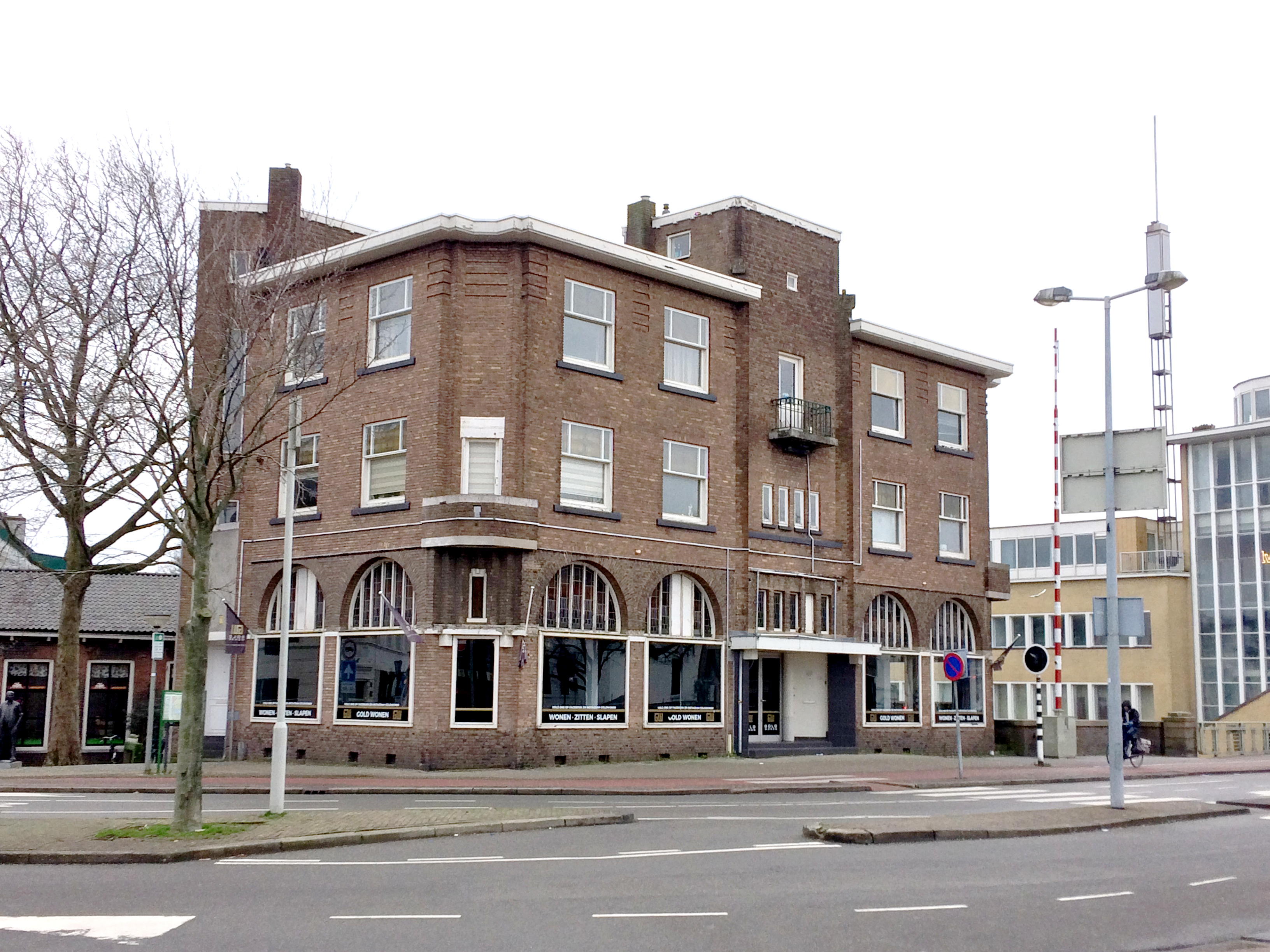
Hotel de Kroon (1927) (foto: 2023)